# Caminho de ferro Pilatus
O caminho de ferro Pilatus  (em alemão:  Pilatusbahn) é um via férrea de cremalheira que leva os passageiros da comuna de Alpnachstad no cantão suíço de Obwald até aos 2120 m de altitude do Pilatus-Kulm do Monte Pilatus. A utilização da cremalheira é indispensável para vencer os 48% de declive, o que faz dele o mais inclinado do mundo.
Esta espetacular linha de via estreita - 800 mm - com 4,6 km de comprimento, compreende sete túneis e nada menos de vinte e três pontes. Foi inaugurada a 4 de junho de 1889 utilizando uma máquina a vapor, e foi eletrificada em 1937.
Este sistema de cremalheira inventado por Edouard Locher, e diferente daquele que já existia, o sistema Riggenbach, era formado por uma unidade  constituída pela máquina e de carruagens para 30 pessoas. Na altura o percurso era feito em 75 minutos, mas hoje 35 minutos chegam para que mais de 300 000 pessoas o tomem anualmente.
Além do caminho de ferro é possível subir ao Monte Pilatus utilizando uma telecabine, a Kriens-Fräkmüntegg, construída em 1956, ou com o teleférico do Pilatus. Ambas pertencem ao Pilatusbahn.
Desde 2001 o Pilatusbahn está classificado como um "marco da engenharia mecânica" pela "Sociedade Americana da Engenharia Mecânica".

## Imagens

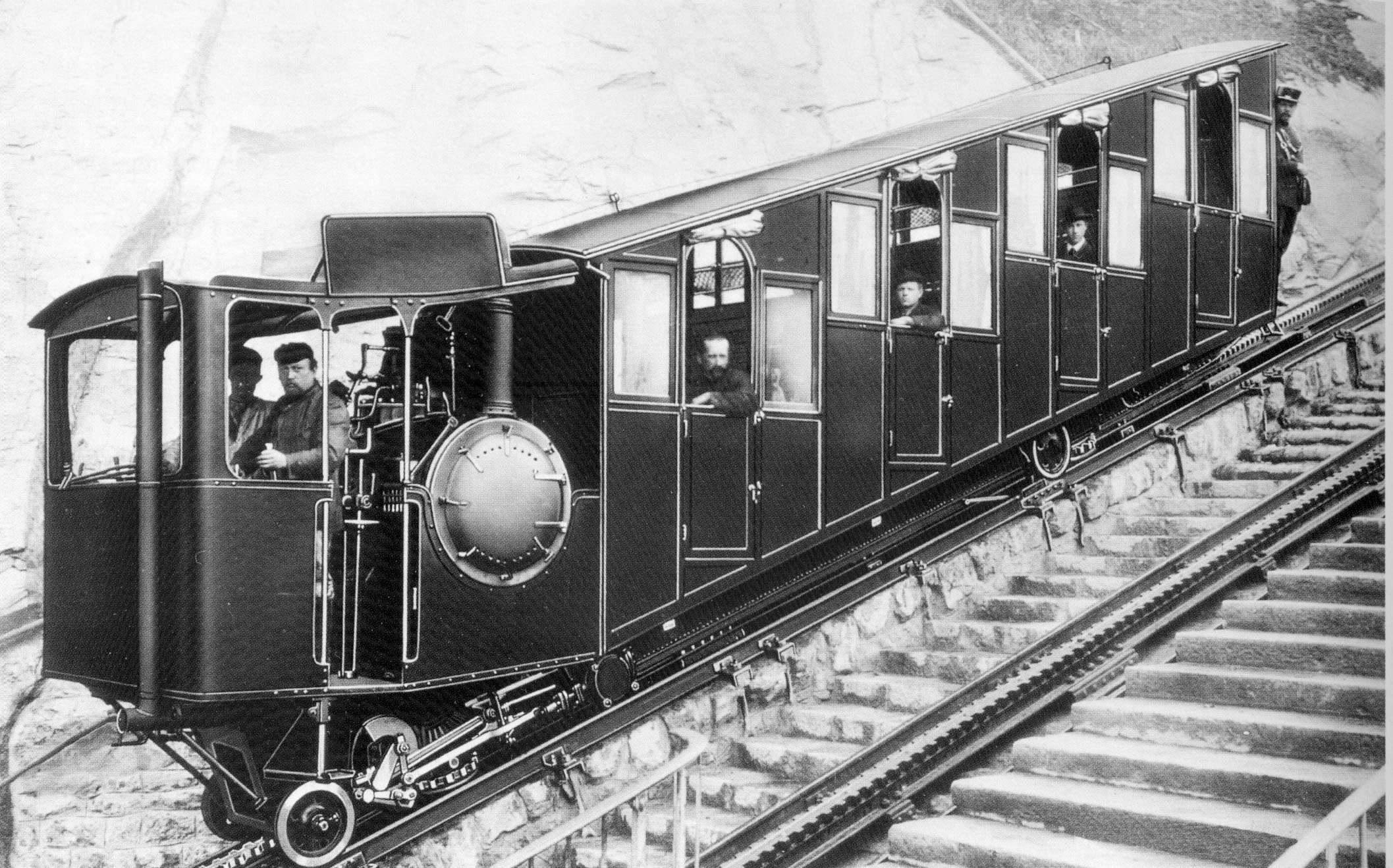
Por volta de 1890
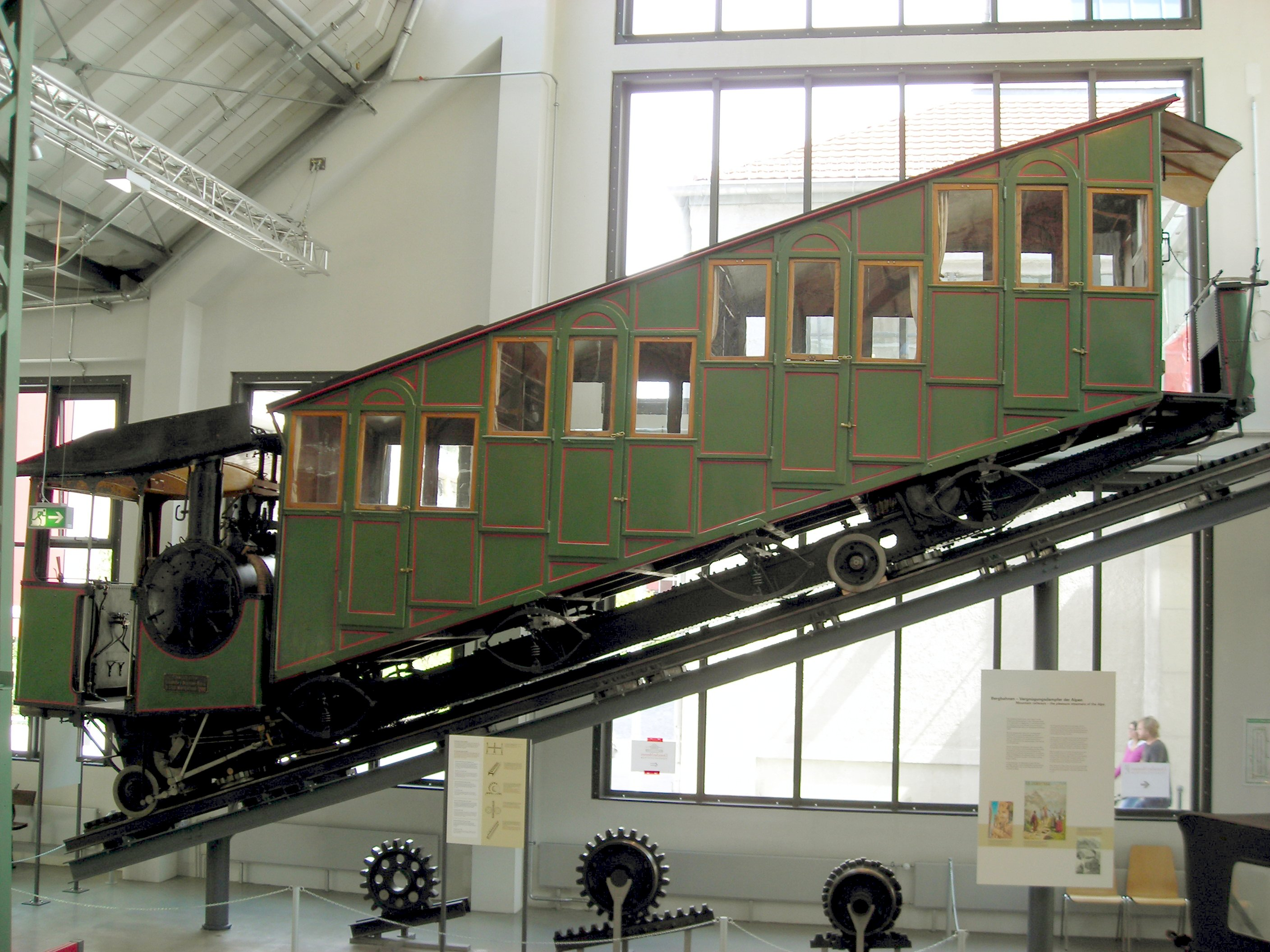
Por volta de 1900
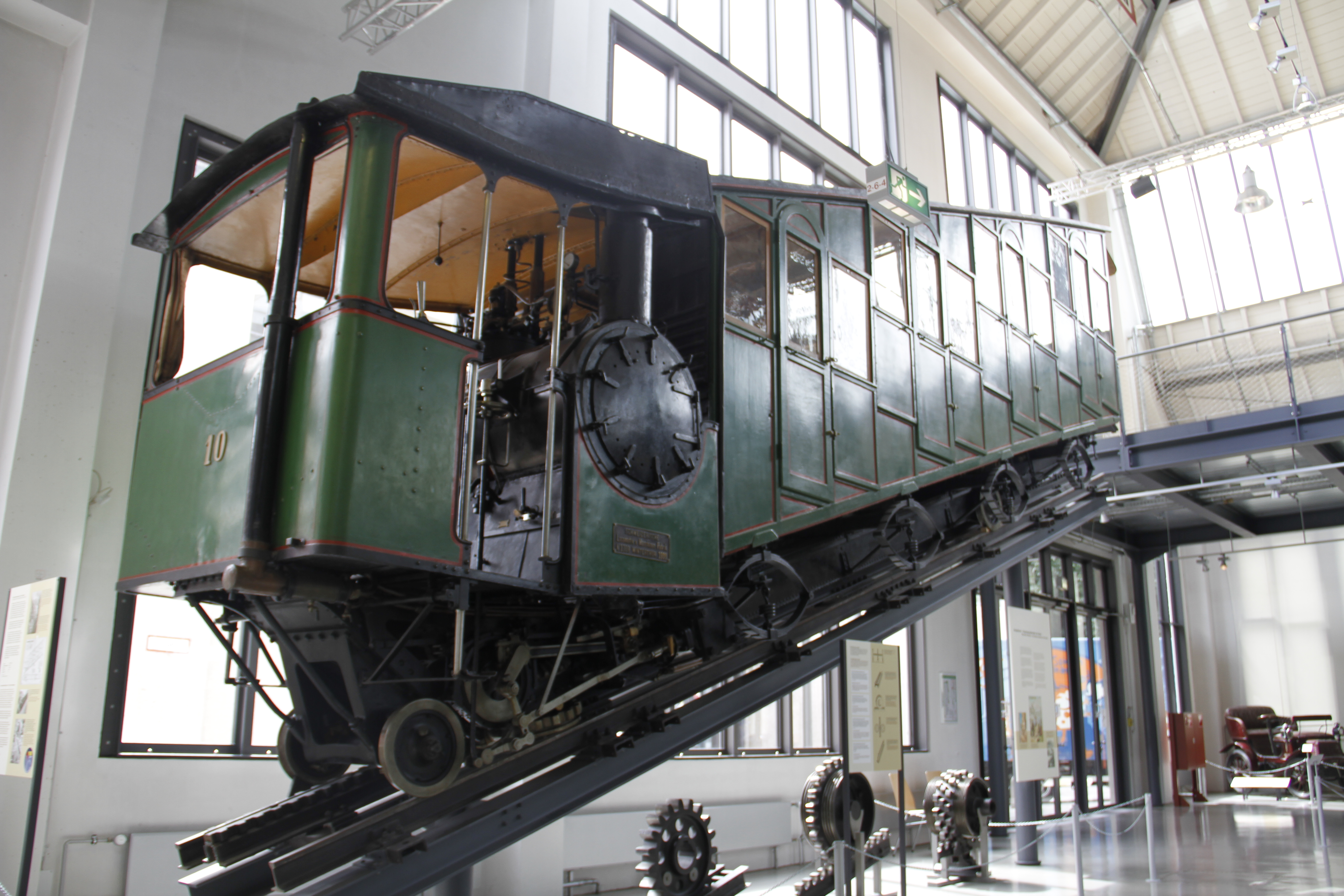
Nº 10 de 1900
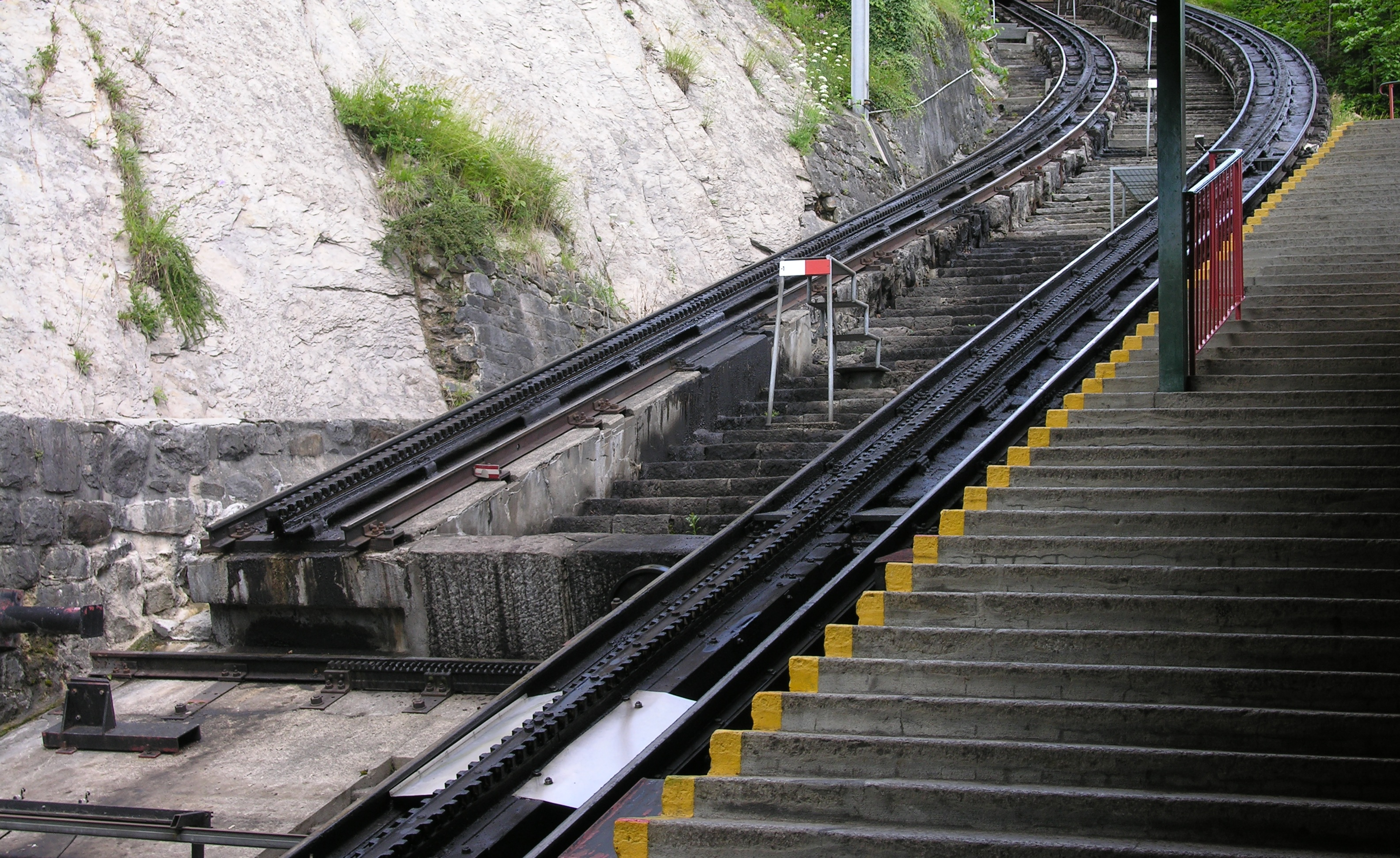

## Características
- Bitola sub-métrica; 800 cm
- Via a cremalheira
- Declive máximo: 48%